# Aphaenogaster curiosa
Aphaenogaster curiosa är en myrart som beskrevs av Santschi 1933. Aphaenogaster curiosa ingår i släktet Aphaenogaster och familjen myror. Inga underarter finns listade i Catalogue of Life.